# The Distinguished Gentleman
The Distinguished Gentleman (conocida en español como Su distinguida señoría en España y De estafador a senador en Hispanoamérica) es una película cómica estadounidense de 1992 dirigida por Jonathan Lynn y protagonizada por Eddie Murphy. La trama se centra en la política estadounidense y en los lobbys del Congreso de Washington D. C., los cuales son satirizados en la producción.

## Argumento
Jeff Johnson (James Garner), candidato al Congreso de los Estados Unidos fallece repentinamente mientras tiene una aventura con su secretaria. Tras enterarse del suceso y quedar vacante su plaza, Thomas Jefferson Johnson (Eddie Murphy), un estafador, decide hacerse pasar por el candidato en cuestión aprovechando su apellido y su segundo nombre (abreviado como Jeff) bajo el eslogan de "El nombre que ya conocen" con el objetivo de entrar en el mundo lobbista, donde, según él, fluye el dinero.
Una vez empezada la campaña, empieza a lucrarse con el dinero de las donaciones obteniendo grandes beneficios teniendo en cuenta el presupuesto limitado de su campaña. Finalmente consigue un despacho en la Cámara. Sin embargo, descubre que los chanchullos de los que se beneficia resultan supuestamente perniciosos para la salud, en especial la de los niños al recibir la visita de un niño con cáncer a causa de varias torretas de electricidad que atraviesan un pueblo.
Dispuesto a cambiar la situación, emprende una encrucijada contra el representante del Comité de Energía e Industria: Dick Dodge (Lane Smith) y demostrar ante el Congreso la corrupción del mismo empleando para ello sus propias armas.

## Reparto
- Eddie Murphy es Thomas Jefferson Johnson.
- Lane Smith es Dick Dodge.
- Sheryl Lee Ralph es Miss Loretta.
- Joe Don Baker es Olaf Andersen.
- James Garner es Jeff Johnson.
- Victoria Rowell es Celia Kirby.
- Grant Shaud es Arthur Reinhardt.
- Kevin McCarthy es Terry Corrigan.
- Charles S. Dutton es Elijah Hawkins.
- Victor Rivers es Armando.
- Chi McBride es Homer.
- Sonny Jim Gaines es Van Dyke.
- Noble Willingham es Zeke Bridges.

## Producción
El film fue producido por Walt Disney Studios Motion Pictures (entonces Buena Vista Pictures). Eddie Murphy se decantó por esta película tras su paso por varias producciones de Paramount. Bernie Weinrub, crítico de The New York Times comentó que "Murphy quería algo más que el poco entusiasta material de Paramount". El guionista y productor Marty Kaplan argumentó sobre el actor: "me sentí como si hubiese ganado la lotería".
Aparte de Washington D. C., el rodaje tuvo lugar en varias localidades: Harrisburg, Pensilvania; Maryland y Pasadena, California.

## Recepción
El film tuvo su estreno en diciembre de 1992 y recaudó cerca de 47 millones de dólares en taquilla.
Sin embargo, las críticas fueron en su mayoría negativas. Roger Ebert del Chicago Sun-Times admitió gustarle la premisa del argumento, aunque criticó «la lentitud» de la acción a pesar de ser presentada como una «comedia incorrecta». Owen Gleiberman de Entertainment Weekly calificó la película de «directa-para-vídeo» aparte de ser una «comedia estúpida y sin gracia», en cuanto al director, comentó que «no tuvo su día». Desde eFilmCritic.com definieron el film como «farsa política». En cuanto a la website Rotten Tomatoes obtuvo un 13% de nota.
Pese a las malas críticas, la producción en 1993 fue premiada por la Environmental Media Awards por la manera en que trataba el ecologismo. En 2001 obtuvo un segundo por parte de la corporación Political Film Society a la película del año.